# Pollard (Alabama)
Pour les articles homonymes, voir Pollard.
Pollard est une ville du comté d'Escambia, en Alabama, aux États-Unis.
La ville commence à être citée sous le nom de Pollard, entre 1854 et 1861, lorsque Charles T. Pollard, fondateur et président d'Alabama and Florida Railroad, construit une ligne reliant la ville avec Montgomery et Pensacola (Floride).

## Démographie
| 1880 | 1890 | 1900 | 1910 | 1920 | 1930 | 1940 | 1950 |
| ---- | ---- | ---- | ---- | ---- | ---- | ---- | ---- |
| 347  | 389  | 267  | 599  | 631  | 304  | 339  | 271  |

| 1960 | 1970 | 1980 | 1990 | 2000 | 2010 | - | - |
| ---- | ---- | ---- | ---- | ---- | ---- | - | - |
| 210  | 86   | 144  | 100  | 120  | 137  | - | - |

## Source de la traduction
- (en) Cet article est partiellement ou en totalité issu de l’article de Wikipédia en anglais intitulé « Pollard, Alabama » (voir la liste des auteurs).